# オーガスタス・ウォール・コールコット
オーガスタス・ウォール・コールコット（Sir Augustus Wall Callcott RA、1779年2月20日 – 1844年11月25日）は、イギリスの風景画家である。

## 略歴
現在のロンドン、ケンジントン・アンド・チェルシー区にあった、ケンジントン・グラヴェル・ピッツ(Kensington Gravel Pits、現代のノッティング・ヒル・ゲート）という村に生まれた。兄のジョン・ウォール・コールコット(John Wall Callcott: 1766-1821)は良く知られた作曲家であった。はじめ音楽を学び、数年間、ウェストミンスター寺院の聖歌隊に所属したが、20歳になった時、音楽を止め、絵を学ぶために、ロイヤル・アカデミー・オブ・アーツの美術学校の学生になり、肖像画家のジョン・ホプナーに学んだ 。1799年のアカデミーの展覧会に肖像画を出展し、評価されたことが画家になる決め手となったとされる。
川やその岸辺の風景を描くことを好み、1804年から数年間は風景画だけを出展した。その技量は上達し、作品に対する人気も徐々に高まった。1806年にアカデミーの準会員に選ばれ、1810年に正会員に選ばれた。
丁寧な描写のため年間に描く作品数は限られ、1805年から1810年の間は年間4点の絵画を出展し、1811年には10点、1812年には6点を出展した。その後1822年までに、通算7点の作品しか出展しなかったが、代表作とされる作品はこの時期に描かれた。コールコットの風景画は同時代のターナー(1775-1851)やトーマス・ストザード(Thomas Stothard: 1755-1834)といった画家たちから賞賛された。
おもにイギリスの風景を描いていたが、結婚する1827年までに、フランスやオランダを訪れ、オランダやフランドルの風景も描いた。48歳になった1827年に、イギリス海軍士官の未亡人で旅行作家として有名であったマリア・グラハム(Maria Graham: 1785-1842)と結婚した。その年、妻と初めてイタリアを旅した。イタリアから戻った後はケンジントン・グラヴェル・ピッツで暮らした。1830年にイタリアを描いた作品を出展し始め、その後、おもに外国の風景を描いた作品を出展したが、現代の評価では1927年以前の作品のほうが評価が高い。
1837年にビクトリア女王が即位した時、ナイトの称号を授与された。1843年にウィリアム・シーギエ(William Seguier: 1772–1843)の後任として王室の美術品の学芸員になった。
1844年11月に死去した。

## 作品

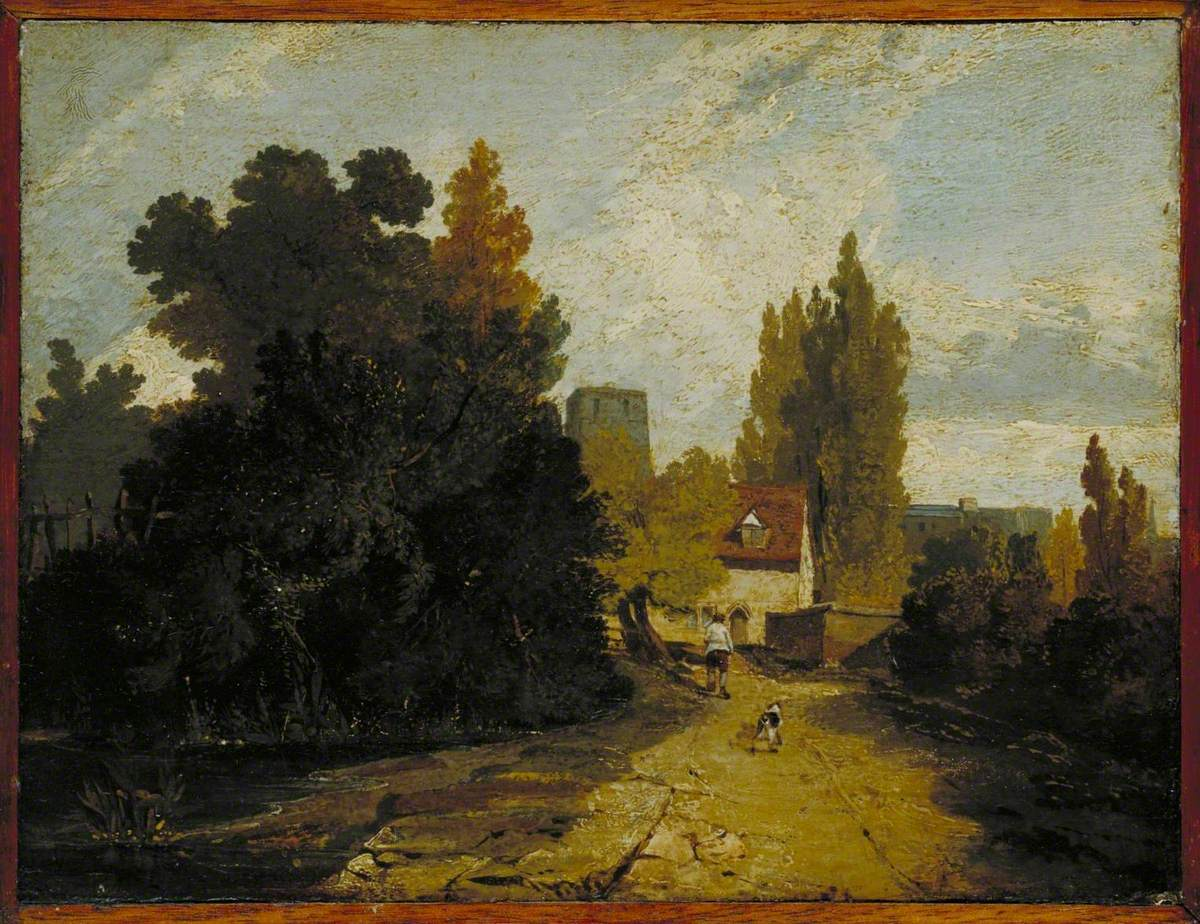
村に続く道 (1812) ロンドン・ナショナル・ギャラリー蔵
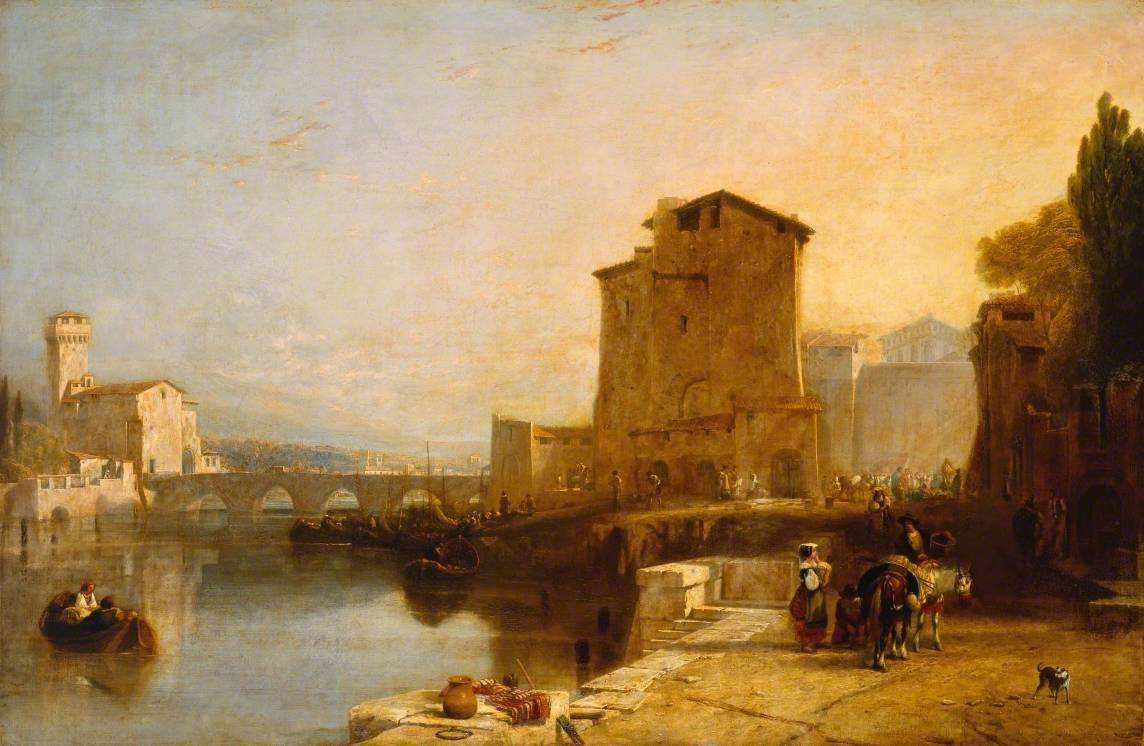
ピサのリヴォルノからの入口 (1833) ロンドン・ナショナル・ギャラリー蔵
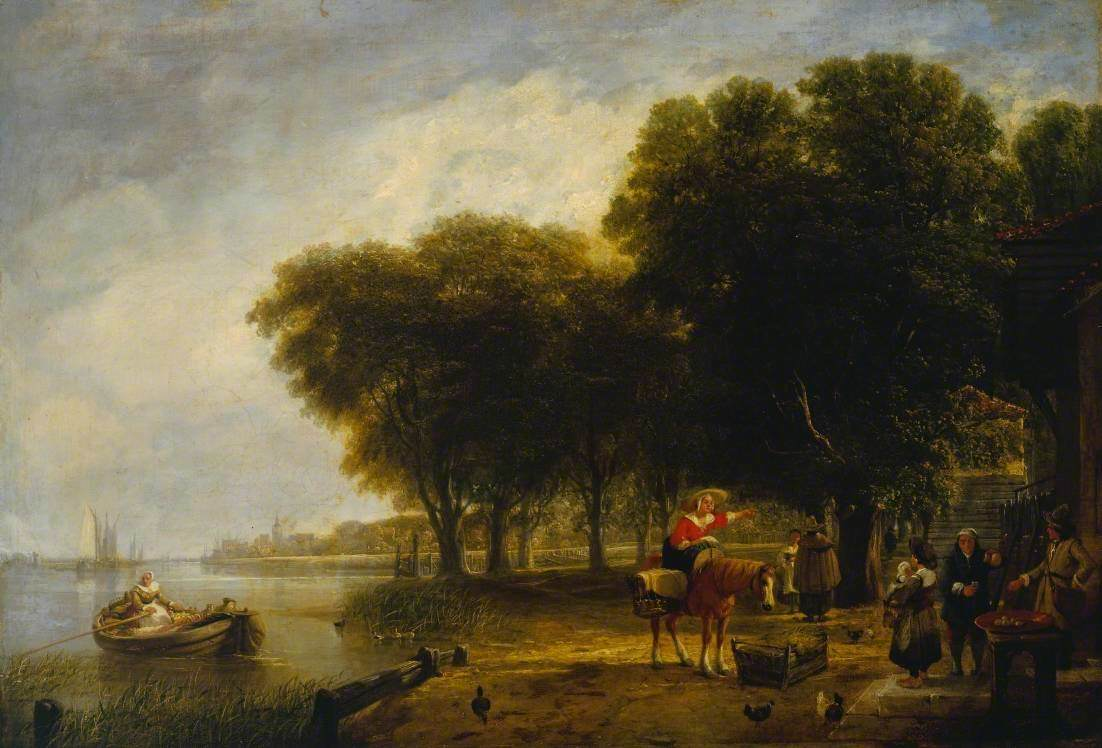
渡し船を待つオランダの農民 (1834) ロンドン・ナショナル・ギャラリー蔵